# Kraj, kjer se izpolnijo vse vaše želje
Kraj, kjer se izpolnijo vse vaše želje je roman slovenskega pisatelja Miha Mazzinija.
Po avtorjevih besedah se je na pisanje knjige pripravljal že zelo dolgo, dokončno pa je o njej pričel razmišljati, ko je videl statistike o tem, da več kot pol mladih verjame, da bodo kmalu čudežno obogateli. Začela ga je zanimati razlika med starejšo generacijo, ki je obsedena z nepremičninami in njihovimi potomci, ki slavo in bogastvo pričakujejo od socialnih omrežij.
Pisateljica Desa Muck je o romanu zapisala, da gre za »knjigo orjaškega navdiha, kakršno lahko napiše samo velik pisatelj in velik človek«.

## Ocene
1. "Zgodbe njegovih prebivalcev, ujetih med domom, gostilno in tovarno, se tako ali drugače dotikajo slehernika: kako preživeti, kako zaslužiti, kako obstati kot človek in se ne spremeniti v materialistično zver. Prepletanje človeških zgodb v izbrušenem, skorajda filmskem stilu ponuja kroniko brez olepšav o času, ki ga živimo.", Dnevnik, 16.december 2021.[3]
2. "mojstrsko zapisana pripoved", Večer, 17. julij 2022.[4]